# Красное (Пружанский район)
Красное (бел. Кра́снае) — деревня в Пружанском районе Брестской области Республики Беларусь. В составе Мокровского сельсовета.

## География
Ближайшие населённые пункты Лихачи, Постолово и др.

### Гидрография
Недалеко протекает река Ясельда.

## История
В 1905 году в Котранской волости Пружанского уезда Гродненской губернии.
В 1940—1962 годах центр Красненского сельсовета.

## Население

### Численность
- 2009 год — 47 жителей

### Динамика
- 1905 год — 470 жителей[2]
- 1999 год — 97 жителей (перепись населения)
- 2009 год — 47 жителей (перепись населения)[2]

## Достопримечательность
- Могила жертв фашизма (1942) —  Историко-культурная ценность Республики Беларусь, шифр 113Д000615

## Известные лица
- Сидорович, Иван Романович (род. 1927) — директор БелАЗа.